# Associazione Calcio Reggiana 1975-1976
Questa voce raccoglie le informazioni riguardanti l'Associazione Calcio Reggiana nelle competizioni ufficiali della stagione 1975-1976.

## La stagione
La Reggiana riparte con Carmelo Di Bella alla sua guida. Arrivano il centrocampista Domenico Volpati dalla Solbiatese (sarà poi al Verona nell'anno della conquista dello scudetto), ed il centravanti Corrado Serato dal Pescara, dopo l'inizio del campionato viene ceduto il portiere Maurizio Memo e al suo posto viene preso Renato Piccoli già al Modena. Al centro della difesa si segnala il giovane Giorgio Carrera (sarà al Vicenza con Paolo Rossi). Con 6 reti Fulvio Francesconi risulta il miglior marcatore di stagione. Salgono in Serie A il Genoa, il Catanzaro ed il Foggia, con i granata retrocedono in Serie C il Brindisi ed il Piacenza.
La Reggiana a settembre è eliminata in Coppa Italia (vince il 3º girone di qualificazione il Napoli del neo acquisto Beppe Savoldi, che nel seguito del torneo vincerà la Coppa Italia), ma inizia bene il campionato cadetto con due vittorie di fila a Brindisi (1-2) e al Mirabello con la Ternana (2-0), successi seguiti dai pari esterni di Avellino e di Piacenza, ma finisce qui, poi dopo la sconfitta di misura col Genoa (3-2) e la netta vittoria (3-0) sulla Sambenedettese, arriva una costante flessione, anzi una caduta a peso morto verso il basso. A poco serve, ai primi di aprile, la sostituzione del tecnico Carmelo Di Bella con Bruno Giorgi. Quando mancano ancora tante partite alla fine del campionato, la Reggiana è di fatto già retrocessa in serie C.

## Divise
| Prima divisa |

## Rosa
| N. |                   | Ruolo | Calciatore           |
| -- | ----------------- | ----- | -------------------- |
|    | Italia (bandiera) | A     | Gesualdo Albanese    |
|    | Italia (bandiera) | D     | Giorgio Carrera      |
|    | Italia (bandiera) | C     | Manuele Domenicali   |
|    | Italia (bandiera) | D     | Giampiero D'Angiulli |
|    | Italia (bandiera) | C     | Innocenzo Donina     |
|    | Italia (bandiera) | A     | Fulvio Francesconi   |
|    | Italia (bandiera) | A     | Sauro Frutti         |
|    | Italia (bandiera) | D     | Dino Galparoli       |
|    | Italia (bandiera) | D     | Andrea Maiani        |
|    | Italia (bandiera) | D     | Diego Malisan        |
|    | Italia (bandiera) | A     | Giuseppe Marconcini  |
|    | Italia (bandiera) | D     | Franco Marini        |
|    | Italia (bandiera) | C     | Paolo Meucci         |

| N. |                   | Ruolo | Calciatore         |
| -- | ----------------- | ----- | ------------------ |
|    | Italia (bandiera) | D     | Paolo Montanari    |
|    | Italia (bandiera) | D     | Roberto Parlanti   |
|    | Italia (bandiera) | A     | Sileno Passalacqua |
|    | Italia (bandiera) | P     | Renato Piccoli     |
|    | Italia (bandiera) | D     | Luigi Podestà      |
|    | Italia (bandiera) | P     | Fabio Romani       |
|    | Italia (bandiera) | C     | Giovanni Sacco     |
|    | Italia (bandiera) | C     | Luciano Savian     |
|    | Italia (bandiera) | D     | Roberto Stefanello |
|    | Italia (bandiera) | A     | Corrado Serato     |
|    | Italia (bandiera) | D     | Claudio Testoni    |
|    | Italia (bandiera) | C     | Domenico Volpati   |

## Risultati

### Serie B

#### Girone di andata
| Arbitro: | Pieri (Genova) |

|            |           |                         |
| Albano 52’ | Marcatori | 34’ Albanese 63’ Savian |

| Arbitro: | Ciulli (Roma) |

|                             |           |  |
| Francesconi 44’ Volpati 78’ | Marcatori |  |

| Avellino 12 ottobre 1975 3ª giornata | Avellino                    | 0 – 0 | Reggiana | Stadio Partenio\| Arbitro: \| Moretto (San Donà di Piave) \| |
| Arbitro:                             | Moretto (San Donà di Piave) |       |          |                                                              |

| Arbitro: | Barbaresco (Cormons) |

|             |           |              |
| Asnicar 71’ | Marcatori | 13’ Albanese |

| Arbitro: | Lops (Torino) |

|                 |           |                    |
| Francesconi 62’ | Marcatori | 8’ (aut.) Parlanti |

| Arbitro: | Agnolin (Bassano del Grappa) |

|                                  |           |                                     |
| Pruzzo 21’, 28’ (rig.) Bonci 89’ | Marcatori | 32’ Francesconi 40’ (rig.) Parlanti |

| Arbitro: | Lenardon (Siena) |

|                                                 |           |  |
| Albanese 18’ (rig.) Francesconi 41’ Carrera 85’ | Marcatori |  |

| Arbitro: | Ciacci (Firenze) |

|                                               |           |              |
| Muraro 38’ De Lorentis 53’ Manueli 90’ (rig.) | Marcatori | 71’ Albanese |

| Arbitro: | Lazzaroni (Milano) |

|            |           |            |
| Donina 43’ | Marcatori | 33’ Turini |

| Arbitro: | Frasso (Capua) |

|                         |           |  |
| Larini 21’ Ballabio 65’ | Marcatori |  |

| Arbitro: | Levrero (Genova) |

|                 |           |               |
| Francesconi 11’ | Marcatori | 61’ Marchetti |

| Modena 14 dicembre 1975 12ª giornata | Modena              | 0 – 0 | Reggiana | Stadio Alberto Braglia\| Arbitro: \| Menicucci (Firenze) \| |
| Arbitro:                             | Menicucci (Firenze) |       |          |                                                             |

| Arbitro: | Tonolini (Milano) |

|                |           |                  |
| Passalacqua 7’ | Marcatori | 26’, 76’ Turella |

| Bergamo 4 gennaio 1976 14ª giornata | Atalanta         | 0 – 0 | Reggiana | Stadio Comunale\| Arbitro: \| Lenardon (Siena) \| |
| Arbitro:                            | Lenardon (Siena) |       |          |                                                   |

| Arbitro: | Esposito (Torre Annunziata) |

|                     |           |              |
| Albanese 21’ (rig.) | Marcatori | 45’ Spagnolo |

| Arbitro: | Lops (Torino) |

|             |           |  |
| Ferrara 37’ | Marcatori |  |

| Arbitro: | Pieri (Genova) |

|                 |           |                                |
| Passalacqua 14’ | Marcatori | 1’ Pagliari 27’ (rig.) Aristei |

| Arbitro: | Andreoli (Padova) |

|                            |           |                           |
| Motta 5’ (aut.) Serato 22’ | Marcatori | 23’ Zucchini 40’ Di Somma |

| Catanzaro 8 febbraio 1976 19ª giornata | Catanzaro       | 0 – 0 | Reggiana | Stadio Militare\| Arbitro: \| Mascia (Milano) \| |
| Arbitro:                               | Mascia (Milano) |       |          |                                                  |

#### Girone di ritorno
| Arbitro: | Ciacci (Firenze) |

|                                  |           |                  |
| Sacco 22’ (rig.), 61’ Serato 24’ | Marcatori | 11’ (rig.) Doldi |

| Arbitro: | Parussini (Udine) |

|                        |           |  |
| Zanolla 19’ Traini 85’ | Marcatori |  |

| Arbitro: | Mascali (Desenzano del Garda) |

|  |           |              |
|  | Marcatori | 89’ Musiello |

| Arbitro: | Agnolin (Bassano del Grappa) |

|                 |           |                               |
| Serato 15’, 46’ | Marcatori | 9’ Gottardo 83’ (rig.) Bonafè |

| Arbitro: | Gialluisi (Barletta) |

|                  |           |  |
| Galuppi 20’, 83’ | Marcatori |  |

| Arbitro: | Lo Bello (Siracusa) |

|                     |           |  |
| Parlanti 32’ (rig.) | Marcatori |  |

| San Benedetto del Tronto 28 marzo 1976 26ª giornata | Sambenedettese   | 0 – 0 | Reggiana | Stadio Fratelli Ballarin\| Arbitro: \| Levrero (Genova) \| |
| Arbitro:                                            | Levrero (Genova) |       |          |                                                            |

| Arbitro: | Serafino (Roma) |

|                |           |                                  |
| Stefanello 66’ | Marcatori | 46’ Guida 72’ Ramella 83’ Muraro |

| Arbitro: | Barboni (Firenze) |

|             |           |  |
| De Bono 89’ | Marcatori |  |

| Arbitro: | Mascia (Milano) |

|                           |           |                                                   |
| Francesconi 41’ Sacco 80’ | Marcatori | 52’ (aut.) Passalacqua 87’ Magherini 90’ P. Piras |

| Arbitro: | Benedetti (Roma) |

|                                         |           |  |
| Fiaschi 29’ Salvioni 40’ Piccinetti 68’ | Marcatori |  |

| Reggio Emilia 2 maggio 1976 31ª giornata | Reggiana            | 0 – 0 | Modena | Stadio Mirabello\| Arbitro: \| Lo Bello (Siracusa) \| |
| Arbitro:                                 | Lo Bello (Siracusa) |       |        |                                                       |

| Arbitro: | B. Marino (Genova) |

|            |           |  |
| Tamallo 3’ | Marcatori |  |

| Arbitro: | Redini (Pisa) |

|            |           |              |
| Frutti 75’ | Marcatori | 76’ A. Scala |

| Arbitro: | Pieri (Genova) |

|                        |           |                 |
| Malaman 62’ Ciceri 67’ | Marcatori | 31’ Passalacqua |

| Arbitro: | Ciulli (Roma) |

|  |           |              |
|  | Marcatori | 21’ Sabatini |

| Arbitro: | Lanese (Messina) |

|                             |           |  |
| Paina 17’, 72’ Cascella 47’ | Marcatori |  |

| Arbitro: | Patrussi (Arezzo) |

|              |           |  |
| Zucchini 82’ | Marcatori |  |

| Arbitro: | Menegali (Roma) |

|            |           |                            |
| Frutti 85’ | Marcatori | 71’ M. Palanca 89’ Improta |

### Coppa Italia

#### Primo turno 3º girone
| 27 agosto 1975 1ª giornata |  | – Turno di riposo REGGIANA |  |  |

| Arbitro: | Barboni (Firenze) |

|                      |           |                 |
| Massa 5’ Braglia 40’ | Marcatori | 81’ Passalacqua |

| Arbitro: | Mattei (Macerata) |

|           |           |              |
| Sacco 22’ | Marcatori | 72’ Vianello |

| Arbitro: | Frasso (Capua) |

|                           |           |          |
| Toschi 34’ Lorenzetti 72’ | Marcatori | 2’ Sacco |

| Arbitro: | Schena (Foggia) |

|  |           |             |
|  | Marcatori | 24’ Bittolo |

## Statistiche

### Statistiche di squadra
| Competizione | Punti | In casa | In casa | In casa | In casa | In casa | In casa | In trasferta | In trasferta | In trasferta | In trasferta | In trasferta | In trasferta | Totale | Totale | Totale | Totale | Totale | Totale | DR  |
| Competizione | Punti | G       | V       | N       | P       | Gf      | Gs      | G            | V            | N            | P            | Gf           | Gs           | G      | V      | N      | P      | Gf     | Gs     | DR  |
| ------------ | ----- | ------- | ------- | ------- | ------- | ------- | ------- | ------------ | ------------ | ------------ | ------------ | ------------ | ------------ | ------ | ------ | ------ | ------ | ------ | ------ | --- |
| Serie B      | 24    | 19      | 4       | 8       | 7       | 24      | 24      | 19           | 1            | 6            | 12           | 7            | 26           | 38     | 5      | 14     | 19     | 31     | 50     | -19 |
| Coppa Italia | 1     | 2       | 0       | 1       | 1       | 1       | 2       | 2            | 0            | 0            | 2            | 2            | 4            | 4      | 0      | 1      | 3      | 3      | 6      | -3  |
| Totale       |       | 21      | 4       | 9       | 8       | 25      | 26      | 21           | 1            | 6            | 14           | 9            | 30           | 42     | 5      | 15     | 22     | 34     | 56     | -22 |

### Statistiche dei giocatori
| Giocatore      | Serie B  | Serie B | Serie B     | Serie B    | Coppa Italia | Coppa Italia | Coppa Italia | Coppa Italia | Totale   | Totale | Totale      | Totale     |
| Giocatore      | Presenze | Reti    | Ammonizioni | Espulsioni | Presenze     | Reti         | Ammonizioni  | Espulsioni   | Presenze | Reti   | Ammonizioni | Espulsioni |
| -------------- | -------- | ------- | ----------- | ---------- | ------------ | ------------ | ------------ | ------------ | -------- | ------ | ----------- | ---------- |
| G. Albanese    | 23       | 5       | ?           | ?          | 2            | 0            | ?            | ?            | 25       | 5      | ?           | ?          |
| G. Carrera     | 19       | 1       | ?           | ?          | 4            | 0            | ?            | ?            | 23       | 1      | ?           | ?          |
| M. Domenicali  | 1        | 0       | ?           | ?          | -            | -            | -            | -            | 1        | 0      | 0+          | 0+         |
| G. D'Angiulli  | 21       | 0       | ?           | ?          | 1            | 0            | ?            | ?            | 22       | 0      | ?           | ?          |
| I. Donina      | 35       | 1       | ?           | ?          | 4            | 0            | ?            | ?            | 39       | 1      | ?           | ?          |
| F. Francesconi | 32       | 6       | ?           | ?          | 4            | 0            | ?            | ?            | 36       | 6      | ?           | ?          |
| S. Frutti      | 18       | 2       | ?           | ?          | 3            | 0            | ?            | ?            | 21       | 2      | ?           | ?          |
| D. Galparoli   | 8        | 0       | ?           | ?          | -            | -            | -            | -            | 8        | 0      | 0+          | 0+         |
| A. Maiani      | 2        | 0       | ?           | ?          | -            | -            | -            | -            | 2        | 0      | 0+          | 0+         |
| D. Malisan     | 2        | 0       | ?           | ?          | -            | -            | -            | -            | 2        | 0      | 0+          | 0+         |
| G. Marconcini  | 1        | 0       | ?           | ?          | -            | -            | -            | -            | 1        | 0      | 0+          | 0+         |
| F. Marini      | 15       | 0       | ?           | ?          | -            | -            | -            | -            | 15       | 0      | 0+          | 0+         |
| Memo           | -        | -       | -           | -          | 3            | -5           | ?            | ?            | 3        | -5     | 0+          | 0+         |
| P. Meucci      | 5        | 0       | ?           | ?          | -            | -            | -            | -            | 5        | 0      | 0+          | 0+         |
| P. Montanari   | 6        | 0       | ?           | ?          | -            | -            | -            | -            | 6        | 0      | 0+          | 0+         |
| R. Parlanti    | 24       | 2       | ?           | ?          | 4            | 0            | ?            | ?            | 28       | 2      | ?           | ?          |
| S. Passalacqua | 31       | 3       | ?           | ?          | 4            | 1            | ?            | ?            | 35       | 4      | ?           | ?          |
| R. Piccoli     | 34       | -46     | ?           | ?          | -            | -            | -            | -            | 34       | -46    | 0+          | 0+         |
| L. Podestà     | 31       | 0       | ?           | ?          | -            | -            | -            | -            | 31       | 0      | 0+          | 0+         |
| F. Romani      | 4        | -4      | ?           | ?          | 1            | -1           | ?            | ?            | 5        | -5     | ?           | ?          |
| G. Sacco       | 15       | 3       | ?           | ?          | 4            | 2            | ?            | ?            | 19       | 5      | ?           | ?          |
| L. Savian      | 34       | 1       | ?           | ?          | 4            | 0            | ?            | ?            | 38       | 1      | ?           | ?          |
| R. Stefanello  | 33       | 1       | ?           | ?          | 4            | 0            | ?            | ?            | 37       | 1      | ?           | ?          |
| C. Serato      | 15       | 4       | ?           | ?          | 4            | 0            | ?            | ?            | 19       | 4      | ?           | ?          |
| C. Testoni     | 2        | 0       | ?           | ?          | -            | -            | -            | -            | 2        | 0      | 0+          | 0+         |
| D. Volpati     | 36       | 1       | ?           | ?          | 4            | 0            | ?            | ?            | 40       | 1      | ?           | ?          |
| Zanetti        | -        | -       | -           | -          | 1            | 0            | ?            | ?            | 1        | 0      | 0+          | 0+         |